# Tuttidesideri
Tuttidesideri è l'album d'esordio del cantautore italiano Stefano Zarfati, uscito nel dicembre del 1996.
Conquista il Disco d'oro con oltre 50 000 copie vendute   e rimane a lungo nelle classifiche di vendita italiane.

## Il disco
L'album è stato prodotto nel 1996 da Ernesto Migliacci, Roberto Zappalorto e distribuito sotto l'etichetta RTI Music S.r.l.

## Tracce
1. Sei come il mare – 4:13 (Stefano Zarfati, Ernesto Migliacci, Roberto Zappalorto)
2. Fino a che piove – 3:38 (S. Zarfati, R. Zappalorto)
3. Tutti i desideri – 4:16 (S. Zarfati, E. Migliacci, R. Zappalorto)
4. Erano per lei – 3:51 (S. Zarfati, R. Zappalorto)
5. Mani nuove – 3:48 (S. Zarfati, Franco Migliacci)
6. C'è che ti piace – 4:15 (S. Zarfati, R. Zappalorto)
7. Amami libera – 4:05
8. Hai ragione tu!? – 3:42
9. Qualche volta ti vorrei strozzare – 3:52